# ハンドボールチェコ代表
ハンドボールチェコ代表はチェコハンドボール連盟(ČSH)によって編成されるチェコのハンドボールのナショナルチームである。欧州ハンドボール連盟(EHF)に所属する。

## 成績

### 世界男子ハンドボール選手権
- 1995年：8位
- 1997年：11位
- 2001年：18位
- 2005年：10位
- 2007年：12位